# Meuchlein
Meuchlein (fränkisch: Maigla) ist ein Gemeindeteil des Marktes Colmberg im Landkreis Ansbach (Mittelfranken, Bayern). Meuchlein liegt in der Gemarkung Auerbach.

## Geografie
Das Dorf liegt am Weihergraben, einem linken Zufluss der Altmühl. Im Süden liegt die Au, 0,5 km nördlich Mühlfeld und Kreuzfeld, 0,5 km östlich der Dürnetsbuck, das Schlagfeld und der Bromberg. Eine Gemeindeverbindungsstraße führt nach Frommetsfelden (1,8 km westlich) bzw. zur Staatsstraße 2245 (0,6 km östlich), die nach Colmberg (1,3 km nördlich) bzw. an Bauzenweiler vorbei nach Leutershausen verläuft (4,5 km südlich).

## Geschichte
Der Ort wurde 1276 als „Altenmuchlowe“ erstmals urkundlich erwähnt. Der Ortsname bedeutet Zu der verborgen liegenden Aue. Mittlerweile liegt der Ort nicht mehr verborgen, sondern frei und offen da, jedoch kann aus älteren Flurbezeichnungen wie dem Meuchleiner Löhlein geschlossen werden, dass dies ursprünglich der Fall war.
Im 16-Punkte-Bericht des brandenburg-ansbachischen Oberamts Colmberg aus dem Jahr 1608 wurden für Meuchlein 14 Mannschaften verzeichnet. Sechs Anwesen unterstanden dem Kastenamt Colmberg, drei dem Reichen Almosen der Reichsstadt Nürnberg, eines einem Hans Wilhelm Schenk und eines dem Ansbacher Bürger Christoph Weber. Das Hochgericht übte das Vogtamt Colmberg aus. Im 16-Punkte-Bericht des Oberamts Colmberg aus dem Jahr 1681 wurden für Meuchlein weiterhin 14 Mannschaften verzeichnet, wobei das Schenkische Anwesen nun dem Kastenamt Colmberg unterstand.
Auch gegen Ende des 18. Jahrhunderts gab es in Meuchlein 14 Anwesen und ein Gemeindehirtenhaus. Das Hochgericht und die Dorf- und Gemeindeherrschaft übte das Vogtamt Colmberg aus. Grundherren waren das Fürstentum Ansbach (Kastenamt Colmberg: 1 Gut, 8 Köblergüter; Pfarrpfründe Colmberg: 2 Köblergüter) und das Landesalmosenamt der Reichsstadt Nürnberg (3 Köblergüter).
Von 1797 bis 1808 unterstand der Ort dem Justizamt Leutershausen und dem Kammeramt Colmberg.
Im Rahmen des Gemeindeedikts wurde Meuchlein dem 1808 gebildeten Steuerdistrikt Auerbach und der 1810 gegründeten Ruralgemeinde Auerbach zugeordnet. Am 1. Januar 1972 wurde Meuchlein im Zuge der Gebietsreform in Bayern nach Colmberg eingemeindet.

### Baudenkmäler
- Bauernhaus Nr. 3: eingeschossiger Bau, bezeichnet „1810“, mit zweigeschossigem Giebel und Schopfwalm[14]
- Steinkreuz, mittelalterlich, Sandstein, am Ostausgang des Ortes[15]

### Einwohnerentwicklung
| Jahr      | 001818 | 001840 | 001861 | 001871 | 001885 | 001900 | 001925 | 001950 | 001961 | 001970 | 001987 | 002007 | 002020 |
| Einwohner | 94     | 85     | 88     | 83     | 85     | 78     | 81     | 95     | 66     | 76     | 66     | 55     | 52     |
| Häuser    | 17     | 18     |        |        | 20     | 19     | 15     | 15     | 14     |        | 14     |        |        |
| Quelle    | [ 17 ] | [ 18 ] | [ 19 ] | [ 20 ] | [ 21 ] | [ 22 ] | [ 23 ] | [ 24 ] | [ 25 ] | [ 26 ] | [ 27 ] | [ 28 ] | [ 1 ]  |

## Religion
Der Ort ist seit der Reformation evangelisch-lutherisch geprägt und bis heute nach St. Maria (Auerbach) gepfarrt. Die Einwohner römisch-katholischer Konfession waren zunächst nach St. Ludwig (Ansbach) gepfarrt, seit 1970 ist die Pfarrei Christ König (Ansbach) zuständig.